# Browalia
Browalia (Browallia L.) – rodzaj z roślin z rodziny psiankowatych. Obejmuje 24 gatunki. Występują one naturalnie od Arizony w Stanach Zjednoczonych na południe, poprzez Amerykę Środkową i Antyle po środkową część Ameryki Południowej. Rozprzestrzenione obecne są poza tym na wszystkich kontynentach w strefie międzyzwrotnikowej. Nazwa pochodzi od nazwiska szwedzkiego botanika Johannesa Browalliusa (1707–1755). Niektóre gatunki uprawiane są jako rośliny ozdobne.

## Morfologia
Rośliny jednoroczne o wysokości 8–60 cm, dochodzące do 1 m (bardzo rzadko do 1,5 m). Liście sercowate, owalne lub wydłużone, całobrzegie, pokryte są drobnymi włoskami. Ich wielkość waha się w granicach od 2 do 6 cm (rzadko do 9 cm).

Małe kwiaty pojawiają się pojedynczo lub w gronach. Osadzone są na szypułkach długości 2–40 mm. Korona kwiatu barwy fioletowej, niebieskiej lub żółtej ma zazwyczaj 10–20 mm szerokości i 10–52 mm długości.

## Systematyka
Rodzaj z podrodziny Browallioideae Speg., rodziny psiankowatych (Solanaceae).
Wykaz gatunków
- Browallia abbreviata Benth.
- Browallia acutiloba A.S.Alva & O.D.Carranza
- Browallia albiantha S.Leiva & Tantalean
- Browallia americana L. – browalia wielkokwiatowa[6]
- Browallia amicora S.Leiva
- Browallia carabambae S.Leiva
- Browallia coalita S.Leiva
- Browallia condornadae S.Leiva
- Browallia corongoana S.Leiva & Tantalean
- Browallia dilloniana Limo, K.Lezama & S.Leiva
- Browallia eludens Van Devender & P.D.Jenkins
- Browallia guzmangoa S.Leiva
- Browallia longitubulata S.Leiva
- Browallia mionei S.Leiva & Tantalean
- Browallia mirabilis S.Leiva
- Browallia pallascana S.Leiva, J.Jara & Tantalean
- Browallia plazapampae S.Leiva & Tantalean
- Browallia salpoana S.Leiva
- Browallia sandrae S.Leiva, Farruggia & Tepe
- Browallia speciosa Hook. – browalia okazała[8]
- Browallia termophylla S.Leiva, Tantalean & Peláez
- Browallia tingo-mariae S.Leiva
- Browallia truxillana S.Leiva, Flórián & Tantalean
- Browallia viscosa Kunth